# It Girl

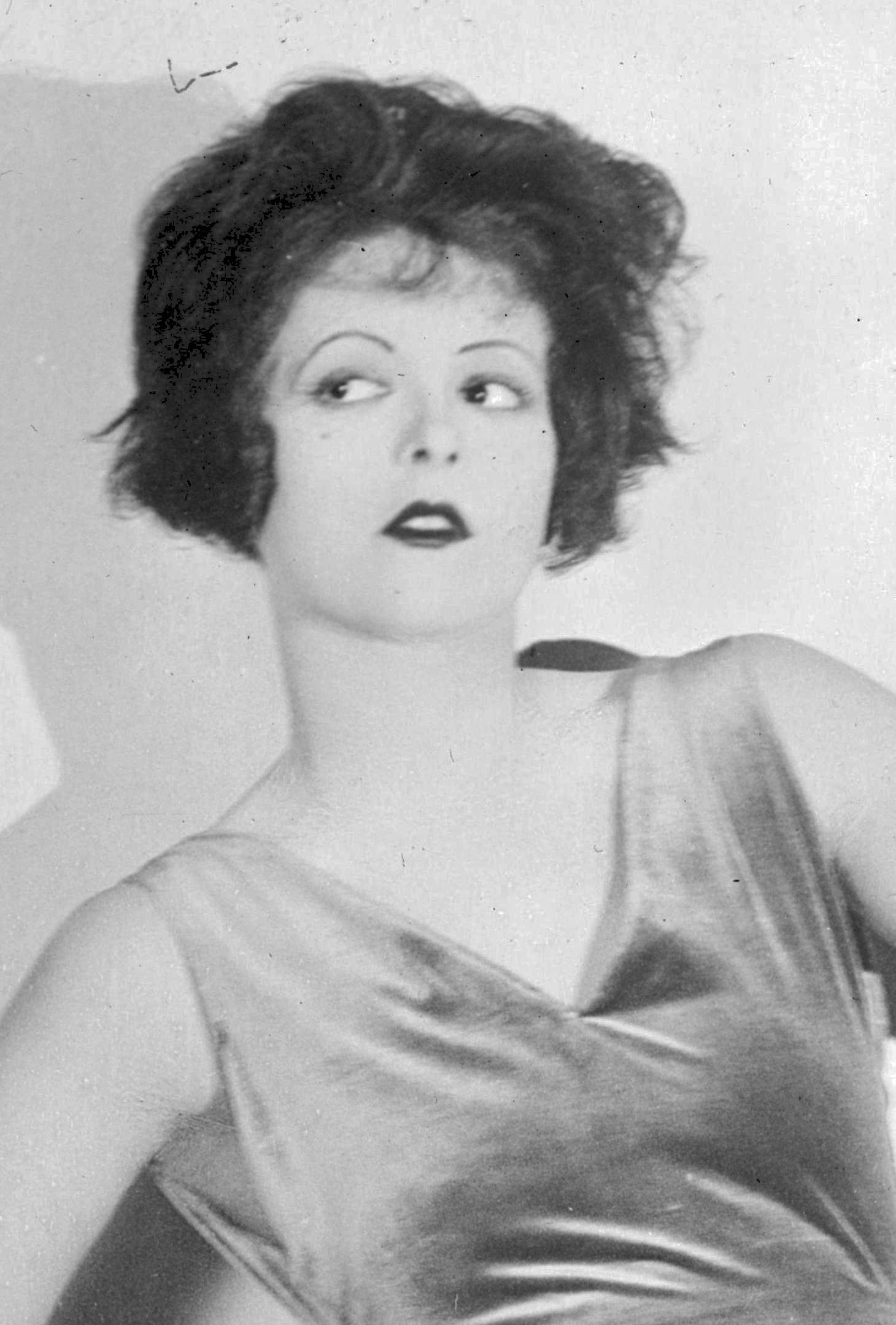
It-Girl đầu tiên – Clara Bow

It Girl là một từ tiếng Anh để chỉ một người phụ nữ trẻ đẹp, mà nổi bật nhờ sự xuất hiện liên tục qua phương tiện truyền thông. Từ "It", có nghĩa "có cái gì đó", nói tới sự hấp dẫn giới tính, sức thu hút và lối xuất hiện. Thuật ngữ này do đó có thể được dịch là "Cô gái với một cái gì đó nổi bật".

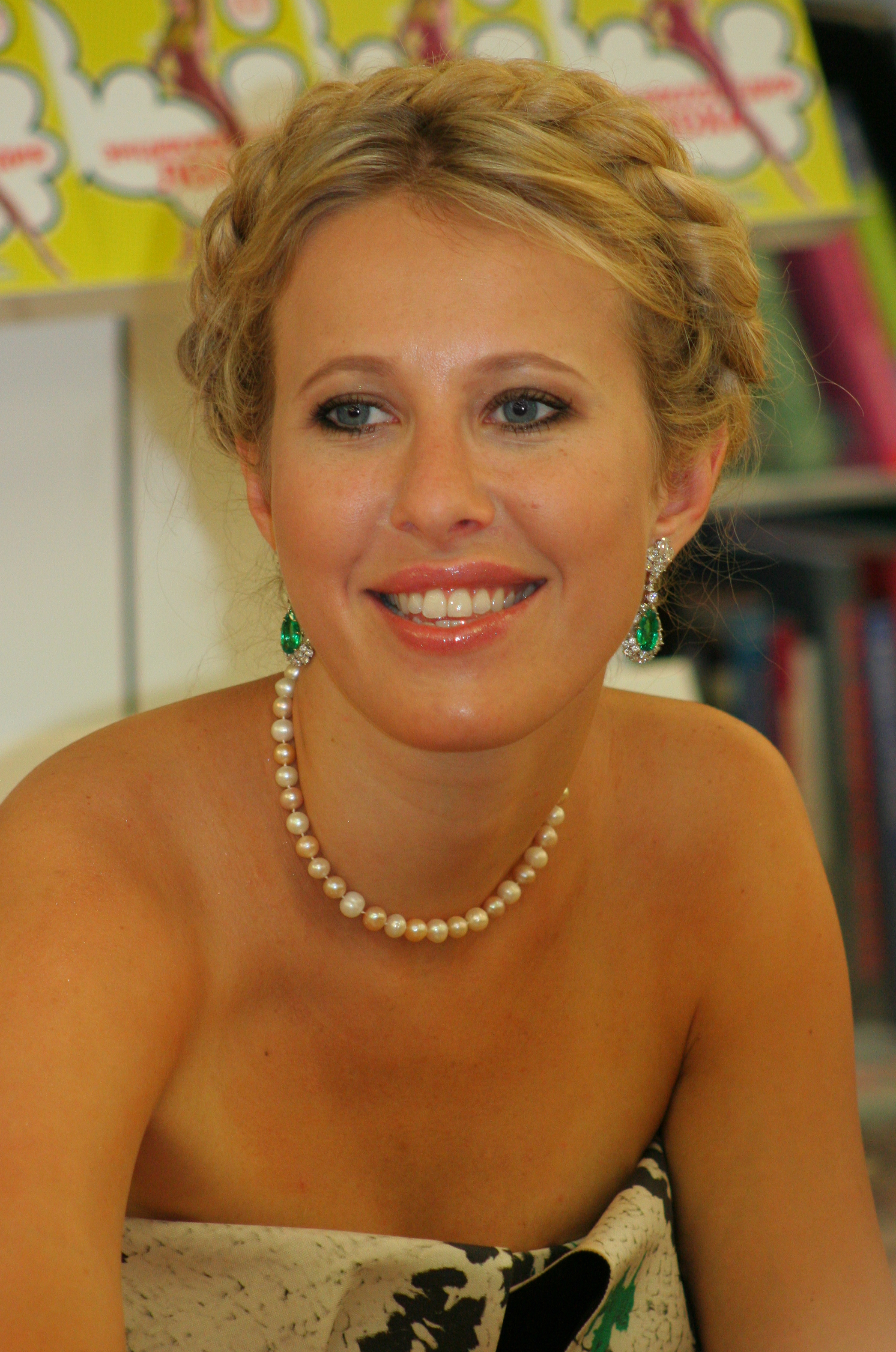
Kseniya Sobchak được mô tả "It Girl của Nga" trước khi trở thành nhà hoạt động chính trị 2012